# Single Top 40 slágerlista
Single Top 40 slágerlista, dawniej Single (track) Top 40 lista, Single (track) Top 20 lista, Kislemez lista i Single (track) Top 10 lista – prowadzona przez Mahasz węgierska lista zestawiająca najczęściej kupowane piosenki i single.

## Historia
Lista powstała w czerwcu 1999 pod nazwą „Kislemez lista” i początkowo obejmowała zarówno częstotliwość grania piosenek w 18 stacjach radiowych, jak i sprzedaży singli. We wrześniu 2002 roku czynnik częstotliwości odtwarzania piosenek przestał być uwzględniany. Począwszy od czerwca 2007 uwzględniany jest także zakup piosenek w formie digital download. 23 czerwca 2014 roku lista została poszerzona do 40 pozycji.